# CS Cuza Sport Brăila
Clubul Sportiv Cuza Sport Brăila, cunoscut sub numele de Cuza Sport Brăila este un club de baschet din Brăila, România ce participă în prezent în Liga Națională, liga de top din România.
Inițial, echipa juca în Liga I, dar în 2018 această ligă a fost unificată cu Liga Națională.